# 270 Anahita
270 Anahita è un asteroide della fascia principale del diametro medio di circa 50,78 km. Scoperto nel 1887, presenta un'orbita caratterizzata da un semiasse maggiore pari a 2,1987046 UA e da un'eccentricità di 0,1506100, inclinata di 2,36568° rispetto all'eclittica.
Il suo nome è dedicato ad Anahita, una divinità dell'antica Persia, delle sorgenti d'acqua, della fertilità e della maternità,